# 412 v.Chr.
Het jaar 412 v.Chr. is een jaartal volgens de christelijke jaartelling.

## Gebeurtenissen

### Griekenland
- Alcibiades bewerkstelligt een bondgenootschap tussen Sparta en Perzië, hij verliest echter het vertrouwen van Agis II en gaat voor de Perzen werken.
- Athene doet een beroep op zijn laatste reserves om een vloot te bouwen.
- Klazomenae aan de Ionische kust komt tegen Athene in opstand, maar wordt heroverd.
- Sparta bezet voor korte tijd Chios. Er ontstaan innerlijke partijtwisten op het eiland.